# Coupe Dewar 1910
Navigation
Coupe Dewar 1909 Coupe Dewar 1911
La Coupe Dewar 1910 est la 12e édition de la Coupe Dewar.
Elle oppose quatorze clubs exclusivement parisiens en matchs à élimination directe. Le CA Paris remporte la finale face au Gallia Club et gagne ainsi son deuxième titre dans la compétition.

## Compétition

### Premier tour
Le premier tour a lieu le 10 avril 1910.
| Premier tour  | CA Paris | forfait | Stade français |  |
| 10 avril 1910 |          |         |                |  |

| Premier tour  | Standard AC | 9 – 1 | United SC |  |
| 10 avril 1910 |             |       |           |  |

| Premier tour  | Red Star Amical Club | 2 – 1 | Paris UC |  |
| 10 avril 1910 |                      |       |          |  |

| Premier tour  | RC France | 9 – 1 | Sporting Club |  |
| 10 avril 1910 |           |       |               |  |

| Premier tour  | CA XIVe | 3 – 0 | Paris Star |  |
| 10 avril 1910 |         |       |            |  |

| Premier tour  | US Clichy | 4 – 2 | Club français |  |
| 10 avril 1910 |           |       |               |  |

### Quarts de finale
Les quarts de finale ont lieu le 17 avril 1910.
| Quart de finale | CA Paris | 13 – 0 | Standard AC |  |
| 17 avril 1910   |          |        |             |  |

| Quart de finale | US Clichy | 6 – 2 | Red Star Amical Club |  |
| 17 avril 1910   |           |       |                      |  |

| Quart de finale | CA XIVe | forfait | CP Asnières |  |
| 17 avril 1910   |         |         |             |  |

| Quart de finale | Gallia Club | 1 – 0 | RC France |  |
| 17 avril 1910   |             |       |           |  |

### Demi-finales
Les demi-finales ont lieu le 24 avril 1910. Le CA Paris et le Gallia Club se qualifie pour la finale.
| Demi-finale   | CA Paris | 4 – 2 | US Clichy |  |
| 24 avril 1910 |          |       |           |  |

| Demi-finale   | Gallia Club | 3 – 1 | CA XIVe |  |
| 24 avril 1910 |             |       |         |  |

### Finale
La finale a lieu le 8 mai 1910 au Stade de Charentonneau à Maisons-Alfort. Le CA Paris bat le Gallia Club par 3-1,,,,.
| Finale             | CA Paris                                                                                       | 3 – 1   | Gallia Club                                                                                       |                                                                                |                                                                                |
| 8 mai 1910 16 h 00 | Gravier · Grandjean · Devic                                                                    |         | Pefferkorn                                                                                        | Stade de Charentonneau, Maisons-Alfort Spectateurs : 800 Arbitrage : M. French | Stade de Charentonneau, Maisons-Alfort Spectateurs : 800 Arbitrage : M. French |
| 8 mai 1910 16 h 00 | Beau – Verlet, Bilot – Eggenschwyller, Rémy, Bigué – Grandjean, Mesnier, Devic, Gravier, Payot | Équipes | Grain – Jouve, Fontaine – Gaudin, Whiteway, Dumont – Pougnet, Gauthier, Pefferkorn, Zeiger, Momon | Stade de Charentonneau, Maisons-Alfort Spectateurs : 800 Arbitrage : M. French | Stade de Charentonneau, Maisons-Alfort Spectateurs : 800 Arbitrage : M. French |